# 白川病院 (岐阜県)
白川病院（しらかわびょういん）は、岐阜県加茂郡白川町にある民間の病院である。医療法人白水会が運営する。

## 概要
- 白川町を中心とした加茂郡北部の医療の中心である。
- 医療のみでなく、保健・医療・福祉の総合体系「シラトピア」の考えの下で、白川町在宅介護支援センター「ケアプラン白川」、白川在宅総合ケアセンター、白川補助器具センター、白川住宅改造体験相談センターを併設し、地域密着の医療・介護・福祉・保健・健康増進の総合連携を行なっている。

## 診察科
- 内科
- 消化器科
- 循環器科
- 小児科
- 外科
- 整形外科
- 脳神経外科
- 眼科
- 皮膚科
- 泌尿器科
- 肛門科
- リハビリテーション科
- 歯科
- 小児歯科
- 口腔外科
- 矯正歯科　など

## 沿革
- 1946年（昭和21年）5月5日：白水館医院として白川町河岐497番地に開院。
- 1980年（昭和55年）：医療法人白水会を設立し、白川病院に改称する。
- 1981年（昭和56年）：現在地に移転。
- 1992年（平成4年）：眼科・訪問看護センターを開設する。
- 1995年（平成7年）：白川町在宅介護支援センターを開設する。
- 2000年（平成12年）：白川在宅総合ケアセンターを開設する。
- 2006年（平成18年）：3月に隣接するアルミ製品（バイク部品）鋳造工場の異臭が発生する。排出ガスからベンゼン、トルエン、ホルムアルデヒドが検出された。異臭により安全で十分な救急医療ができないと判断し9月9日より救急業務を中止する。
- 2008年（平成20年）9月9日：安全確認がされたと判断し、救急業務を再開する。

## 所在地
- 岐阜県加茂郡白川町坂ノ東5770番地

## 交通機関
- 高山本線白川口駅より濃飛バス佐見線、栗林行きで「白川病院前」バス停下車。

「白川病院前」バス停へは一部のバスのみ。他の最寄は「大利」バス停（徒歩5分）。